# Tevfik Esenç
Tevfik Esenç (Hacıosman, 1904 – Hacıosman, 7 ottobre 1992) di origine circassa, fu l'ultimo parlante della lingua ubykh.

## Biografia
Esenç fu cresciuto dai suoi nonni, parlanti l'ubykh, nel villaggio di Hacı Osman köyü in Turchia, per poi diventarne, per un certo periodo, muhtar (cioè sindaco). Ottenne in seguito un posto di lavoro nella pubblica amministrazione ad Istanbul, dove incontrò il linguista francese Georges Dumézil, che aiutò nella compilazione di materiale documentario sulla lingua ubykh.
Dotato di un'eccellente memoria e in grado di intuire facilmente le intenzioni di Dumézil e di tutti gli altri linguisti che poi gli fecero visita, Esenç diventò la fonte primaria per la conoscenza non solo della lingua degli Ubykh, ma anche della cultura, della mitologia e dei costumi di questo popolo. Esenç parlava l'ubykh ma anche il turco e il dialetto hakuchi della lingua adyghe, il che rese possibili alcuni lavori di comparazione tra quest'ultima lingua e l'ubykh, entrambi idiomi facenti parte della famiglia delle lingue caucasiche nord-occidentali. Esenç era tra l'altro un purista della lingua, tant'è che, secondo Dumézil, la versione dell'ubykh parlata da Esenç era quanto di più vicino possibile ad una versione "letteraria" dell'idioma.
Esenç morì nel 1992 all'età di 88 anni. Sulla sua lapide volle questa iscrizione:
| Controllo di autorità | VIAF (EN) 89022093 · ISNI (EN) 0000 0000 6164 7677 · BNF (FR) cb14361159n (data) |